# Zapasy na Letnich Igrzyskach Olimpijskich 1936 – kategoria do 66 kg w stylu wolnym
Zmagania mężczyzn do 66 kg to jedna z siedmiu męskich konkurencji w zapasach w stylu wolnym rozgrywanych podczas Letnich Igrzysk Olimpijskich 1936. Pojedynki w tej kategorii wagowej odbyły się w dniach 2 – 5 sierpnia.
Punktacja opierała się na systemie "złych punktów karnych". Zwycięzca otrzymywał zero punktów za wygraną przez "tusz" (łopatki), a jeden za zwycięstwo decyzją trzech sędziów. Za porażkę na punkty zawodnik otrzymywał trzy punkty. Przegranie walki przez łopatki lub decyzją jednogłośną trzech sędziów skutkowało dwoma punktami karnymi. Za porażkę 1-2 przyznawano 2 punkty. Uzyskanie pięciu lub więcej punktów eliminowało zapaśnika z turnieju. 

## Klasyfikacja[1]
| Pozycja | Nazwisko             | Kraj              |
| ------- | -------------------- | ----------------- |
| 1       | Károly Kárpáti       | Węgry             |
| 2       | Wolfgang Ehrl        | III Rzesza        |
| 3       | Hermanni Pihlajamäki | Finlandia         |
| 4       | Charles Delporte     | Francja           |
| 5       | Eiichi Kazama        | Japonia           |
| 6       | Doc Strong           | Stany Zjednoczone |
| 7       | Adalbert Toots       | Estonia           |
| 7       | Paride Romagnoli     | Włochy            |
| 9       | Howie Thomas         | Kanada            |
| 9       | Göte Melin           | Szwecja           |
| 9       | Sadık Soğancı        | Turcja            |
| 12      | Aage Meyer           | Dania             |
| 13      | Dick Garrard         | Australia         |
| 13      | Jean Lalemand        | Belgia            |
| 13      | Arthur Thompson      | Wielka Brytania   |
| 13      | Gottfried Arn        | Szwajcaria        |
| 13      | Václav Brdek         | Czechosłowacja    |

## Wyniki

### Pierwsza runda[2]
| Zwycięzca            | Punkty karne | Wynik        | Przegrany        | Punkty karne |
| -------------------- | ------------ | ------------ | ---------------- | ------------ |
| Eiichi Kazama        | 0            | Łopatki      | Václav Brdek     | 3            |
| Wolfgang Ehrl        | 1            | Decyzja, 3:0 | Gottfried Arn    | 3            |
| Doc Strong           | 1            | Decyzja, 2:1 | Sadık Soğancı    | 2            |
| Göte Melin           | 0            | Łopatki      | Arthur Thompson  | 3            |
| Hermanni Pihlajamäki | 0            | Łopatki      | Jean Lalemand    | 3            |
| Paride Romagnoli     | 1            | Decyzja, 3:0 | Dick Garrard     | 3            |
| Károly Kárpáti       | 1            | Decyzja, 3:0 | Charles Delporte | 3            |
| Aage Meyer           | 0            | Łopatki      | Howie Thomas     | 3            |
| Adalbert Toots       | 0            | Bez walki    |                  |              |

### Druga runda[3]
| Zwycięzca            | Punkty karne | Wynik        | Przegrany       | Punkty karne |
| -------------------- | ------------ | ------------ | --------------- | ------------ |
| Eiichi Kazama        | 1            | Decyzja, 3:0 | Adalbert Toots  | 3            |
| Wolfgang Ehrl        | 1            | Łopatki      | Václav Brdek    | 6            |
| Doc Strong           | 2            | Decyzja, 3:0 | Gottfried Arn   | 6            |
| Sadık Soğancı        | 3            | Decyzja, 3:0 | Göte Melin      | 3            |
| Hermanni Pihlajamäki | 1            | Decyzja, 3:0 | Arthur Thompson | 6            |
| Paride Romagnoli     | 1            | Łopatki      | Jean Lalemand   | 6            |
| Károly Kárpáti       | 1            | Łopatki      | Dick Garrard    | 6            |
| Charles Delporte     | 3            | Łopatki      | Aage Meyer      | 3            |
| Howie Thomas         | 3            | Bez walki    |                 |              |

### Trzecia runda[4]
| Zwycięzca            | Punkty karne | Wynik        | Przegrany        | Punkty karne |
| -------------------- | ------------ | ------------ | ---------------- | ------------ |
| Adalbert Toots       | 4            | Decyzja, 3:0 | Howie Thomas     | 6            |
| Wolfgang Ehrl        | 1            | Łopatki      | Eiichi Kazama    | 4            |
| Doc Strong           | 3            | Decyzja, 3:0 | Göte Melin       | 6            |
| Hermanni Pihlajamäki | 1            | Łopatki      | Sadık Soğancı    | 6            |
| Károly Kárpáti       | 2            | Decyzja, 3:0 | Paride Romagnoli | 4            |
| Charles Delporte     | 3            | Bez walki    |                  |              |
|                      |              | Rezygnacja   | Aage Meyer       | -            |

### Czwarta runda[5]
| Zwycięzca        | Punkty karne | Wynik        | Przegrany            | Punkty karne |
| ---------------- | ------------ | ------------ | -------------------- | ------------ |
| Charles Delporte | 3            | Rezygnacja   | Adalbert Toots       | 7            |
| Eiichi Kazama    | 5            | Decyzja, 2:1 | Doc Strong           | 5            |
| Wolfgang Ehrl    | 2            | Decyzja, 3:0 | Paride Romagnoli     | 7            |
| Károly Kárpáti   | 2            | Łopatki      | Hermanni Pihlajamäki | 4            |

### Piąta runda[6]
| Zwycięzca            | Punkty karne | Wynik        | Przegrany        | Punkty karne |
| -------------------- | ------------ | ------------ | ---------------- | ------------ |
| Hermanni Pihlajamäki | 4            | Łopatki      | Charles Delporte | 6            |
| Károly Kárpáti       | 3            | Decyzja, 2:1 | Wolfgang Ehrl    | 4            |

### Szósta runda[7]
| Zwycięzca     | Punkty karne | Wynik   | Przegrany            | Punkty karne |
| ------------- | ------------ | ------- | -------------------- | ------------ |
| Wolfgang Ehrl | 4            | Łopatki | Hermanni Pihlajamäki | 7            |